# Reschbach
Le Reschbach est un ruisseau de Bavière, dans l'arrondissement de Freyung-Grafenau.

## Géographie
Le ruisseau a son origine à la frontière entre l'Allemagne et la République tchèque dans la dépression entre le Černá hora et le Stráž à environ 4 km au nord de Finsterau. La Teplá Vltava, un affluent de la Vltava, prend sa source dans la même dépression. Contrairement à la Vltava, qui coule vers le nord et se jette dans l'Elbe qui va vers la mer du Nord, la Reschbach se situe dans le bassin versant du Danube et se déverse ainsi dans la mer Noire.
Le ruisseau coule vers le sud dans une large vallée à l'ouest des villages de Finsterau, Heinrichsbrunn, Hohenröhren et Zwölfhäuser, des quartiers de Mauth. Il forme la frontière orientale du parc national de la forêt de Bavière à quelques kilomètres. Au-dessous de Mauth, la vallée se rétrécit brièvement. Après que le ruisseau a franchi Raimundsreut, Schönbrunn am Lusen et Bierhütte (qui font partie de la municipalité de Hohenau), il atteint une vallée profondément incisée (la Buchberger Leite). Il rencontre le Saußbach à 1 km au sud-ouest d'Ahornöd et forme avec lui le Wolfsteiner Ohe.
Reschbachklause
Après une courte distance, la Reschbach forme le « Reschbachklause ». Ce lac de barrage servait au flottage du bois. Ce seuil artificiel, construit en 1860, est le plus grand de son genre dans la forêt de Bavière avec environ 0,8 ha. Un canal bifurque à environ 300 m au-dessous du barrage, qui mène le long de la pente du Siebensteinkopf dans la vallée voisine pour se terminer dans le Teufelsbach. Ce canal était utilisé pour détourner l'eau du Reschbach vers le Teufelsbach, pour y avoir plus d'eau disponible pour faire dériver le bois. Plus loin, se trouvent les restes de l'ancien seuil. Le seuil, construit en 1846, est remplacé en 1860 par le Reschbachklause.
Au cours de son parcours, l'eau est extraite du ruisseau plusieurs fois et utilisée pour faire fonctionner des scieries. Peu avant l'union avec le Saußbach à Wolfsteiner Ohe, la majeure partie de l'eau est détournée du ruisseau et utilisée pour faire fonctionner les centrales électriques de la Carbidwerk Freyung.